# 大避神社
大避神社（おおさけじんじゃ）は、兵庫県赤穂市坂越（さこし）の宝珠山麓にある神社。旧社格は県社。瀬戸内海三大船祭りの1つ「坂越の船祭り」（重要無形民俗文化財）で知られる。

## 祭神
- 大避大神 - 秦河勝を指す。
- 天照皇大神
- 春日大神

## 歴史
秦河勝の祖である秦氏は3世紀頃に大陸より倭国へ渡来した氏族であり、秦河勝は飛鳥時代の族長的人物として聖徳太子の同志として活躍した人物である。京都最古の寺とされる広隆寺を建立、聖徳太子より賜った弥勒菩薩半跏思惟像（国宝）を安置したとされる。広隆寺近隣には大酒神社があるが、神仏分離政策に伴って広隆寺境内から分散し遷座したものとされ、当社も大避（大酒）と云われる由縁の一つである。
河勝は太子死後の皇極3年（644年）、海路をたどって坂越に移り、千種川流域の開拓を進めたのち、大化3年（647年）に80余歳で死去、そして地元の民がその霊を祀ったのが当社の創建という。神社正面の海上に浮かぶ生島（国の天然記念物）には秦河勝の墓があり神域となっているため、現在でも人の立ち入りを禁じている。
神社には、河勝公が自ら彫ったか、聖徳太子から賜ったものとされ、雅楽で使用された1300年前の蘭陵王の面が宝物として伝えられている。河勝は猿楽の始祖とされており（『風姿花伝』第四）、観阿弥、世阿弥親子や、楽家である東儀家などが末裔を称し、金春禅竹の金春流も河勝を初世として伝えている（『明宿集』）。
『播磨国総社縁起』の記述では、養和元年（1182年）に祭神中太神24座に列しており、当時すでに有力な神社であったとされる。

## 別説
『風姿花伝』と同時期の1426年に編纂された『本朝皇胤紹運録』には、安閑天皇の皇子であり「秦氏祖」の「豊彦王」が大辟大明神であるという記述がある。
日ユ同祖論またはそれに類似する分野においては、「延喜式が作られる以前は、『避』ではなく『闢』の文字を使用しており、大闢は中国語でダビデを意味するため、秦氏はユダヤ人である」と主張する説が見られる。司馬遼太郎が作品『兜率天の巡礼』において登場人物にこの説を語らせている。

## 境内
- 本殿 - 1769年（明和6年）の再建。
- 拝殿 - 1746年（延享3年）の再建。
- 神門 - 1746年（延享3年）の再建。神仏習合の影響を受け、随神と仁王像が背中合わせに配置されている。
- 絵馬堂 - 江戸時代以降の絵馬が40余り掲げられている。中には享保7年（1722年）の絵馬もあり、船絵馬としては日本で最も古い貴重なものである。
- ヤスライの井戸

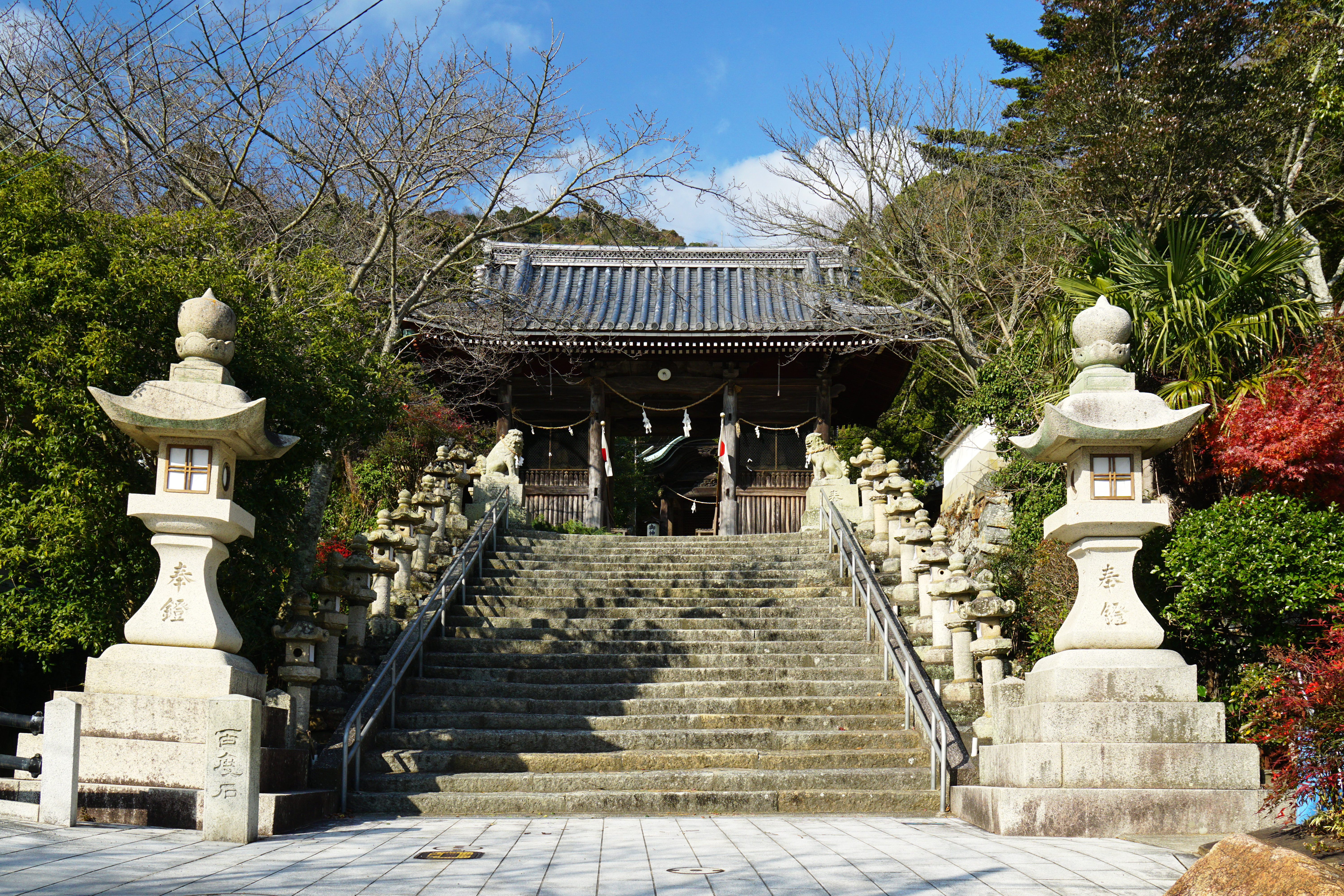
神門
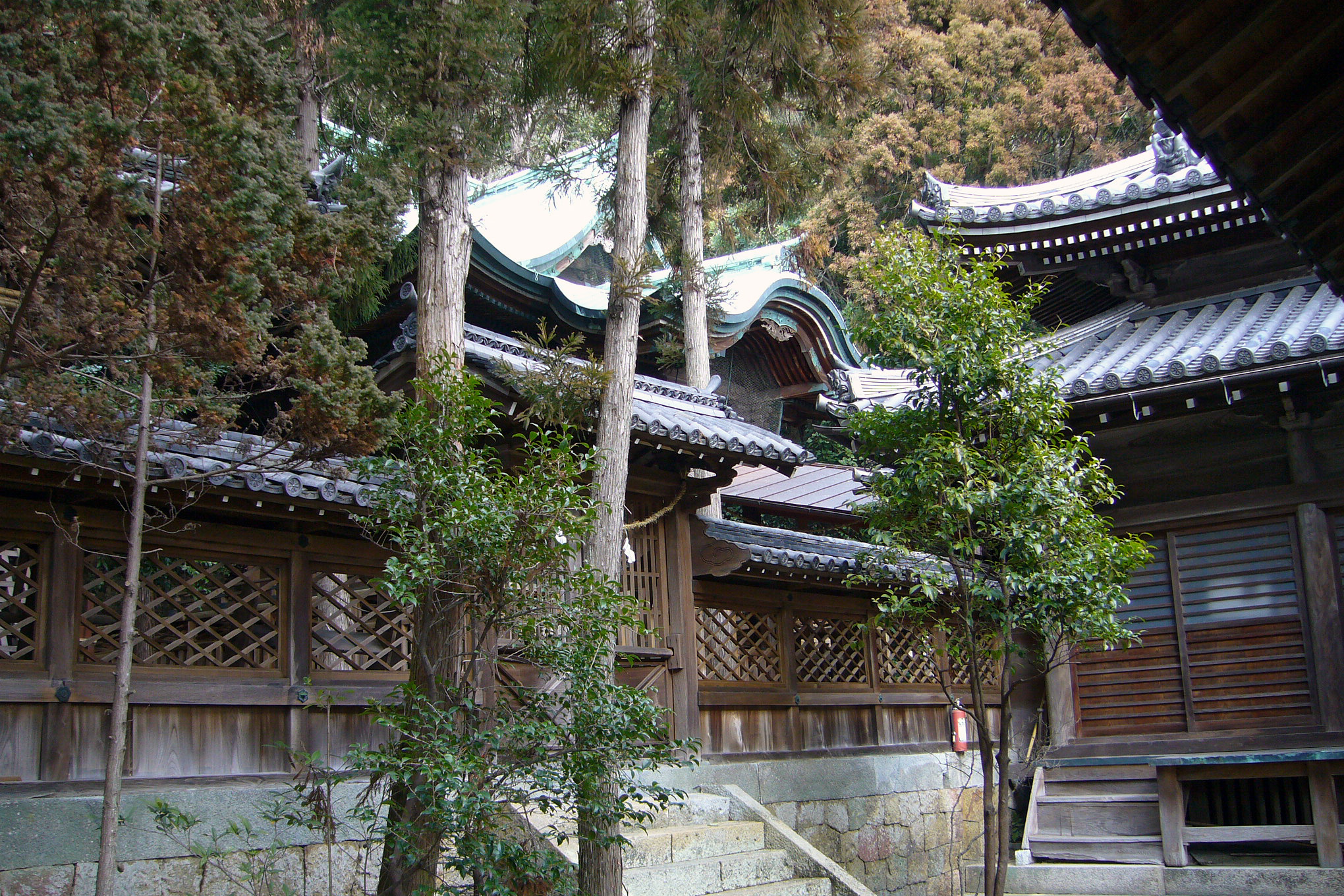
本殿
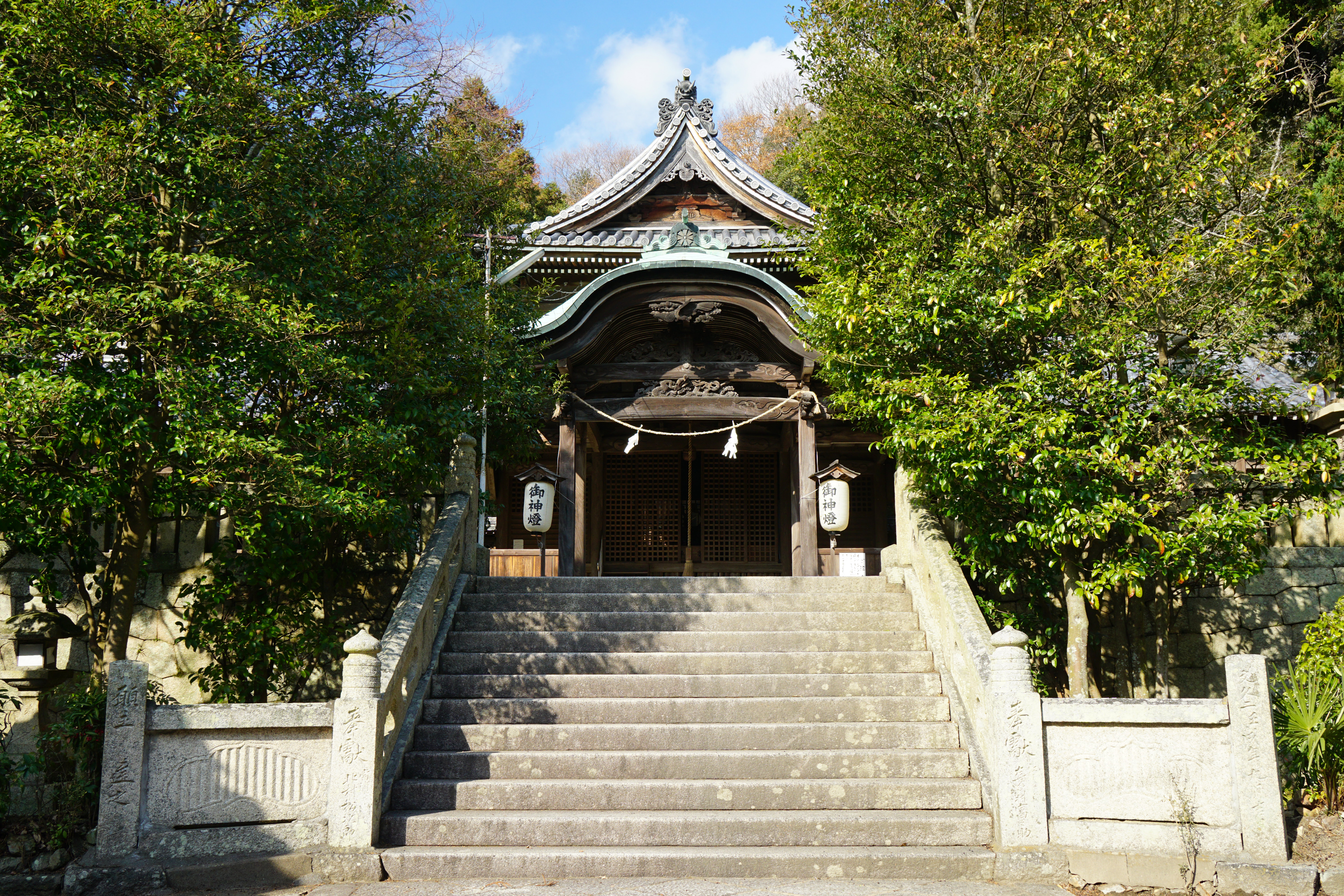
拝殿
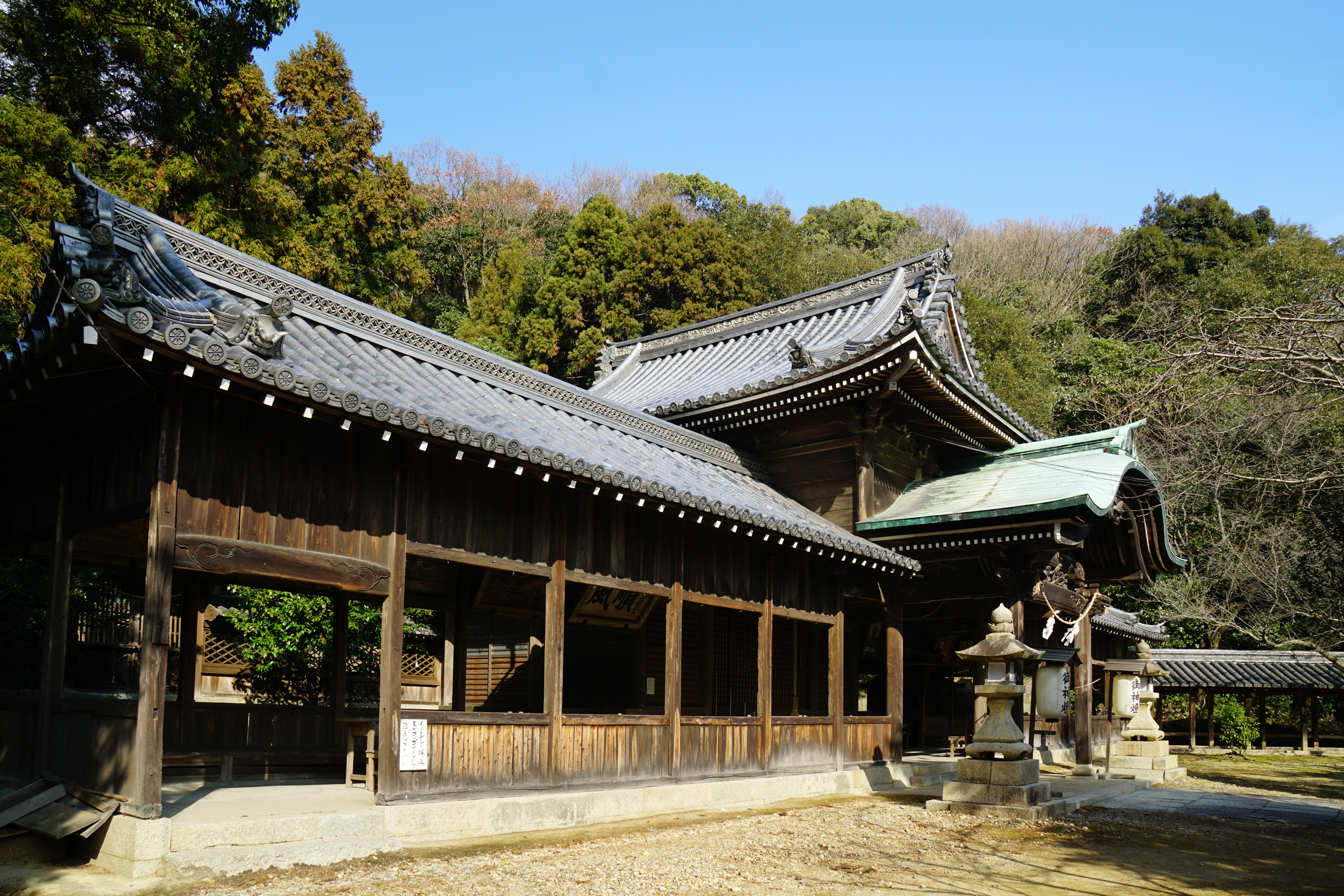
拝殿と絵馬堂
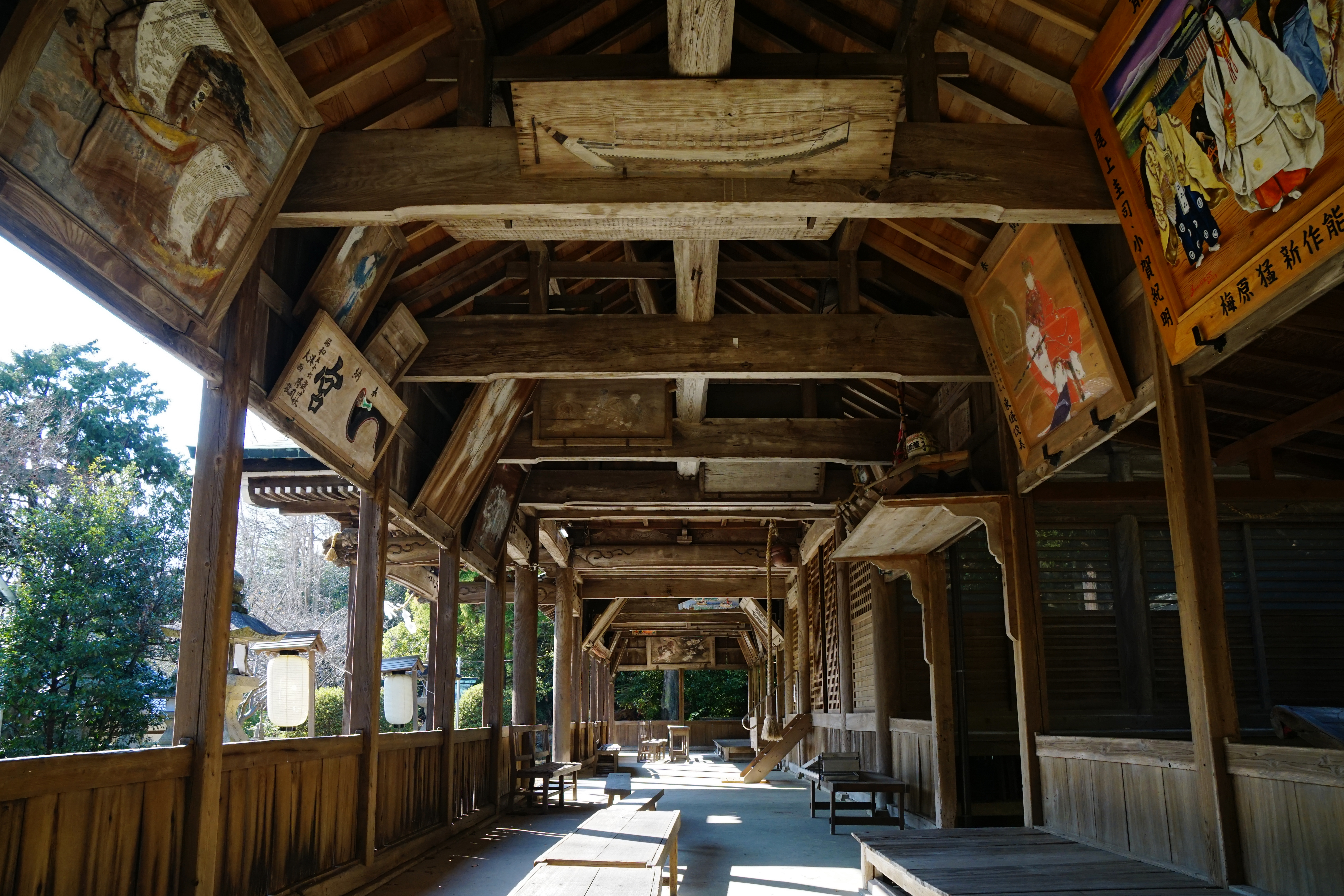
絵馬堂（内部）
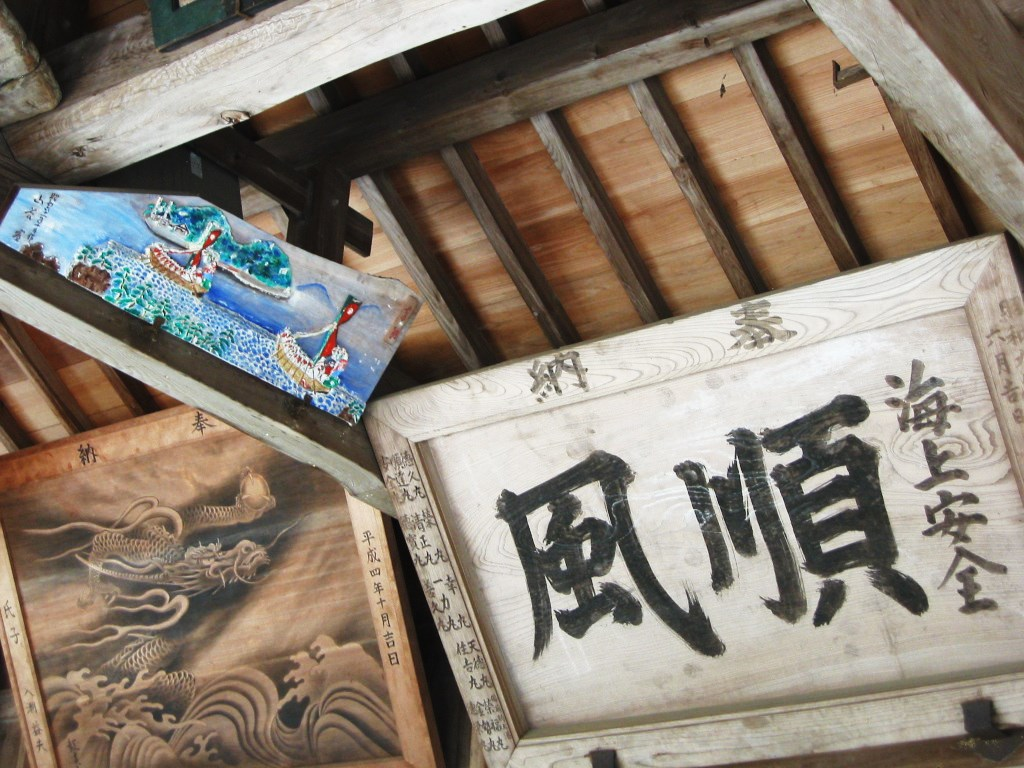
絵馬（航海安全）

## 摂末社
境内社
- 新宮 - 聖徳太子・住吉大神・金比羅大神・海神社
- 天満神社 - 菅原道真－元の天神山(北之町)に鎮座
- 恵美須神社 - 蛭子神－元の本町海岸に鎮座
- 荒神社 - 竈神－元の東之町に鎮座
- 淡島神社 - 淡島大神－和歌山県の加太より勧請
- 稲荷神社

関連寺院
- 妙見寺観音堂 - 如意輪観音・六観音・弘法大師を祀る

元は神仏習合時代、大避神社の神宮寺だった寺。大避神社左手の裏参道を登った山腹にある観音堂で、明治初年の神仏分離によって分離された。本堂は一時期坂越村の小学校として利用された。当寺は赤穂郡観音三十三ヶ所の一つであった。昭和40年代まで、中腹に本堂と庫裏が現存していたが老朽化により解体され、現在は痕跡のみ残っている。

## 祭事

### 坂越の船祭り

#### 概要
毎年10月の第2日曜日に行われ、江戸時代初期、祭神の秦河勝が坂越に渡来した伝承を再現する祭りとして始まったと言われる。「山のみか　海も紅葉の　秋まつり」と詠まれているごとく、荘厳華麗かつ勇壮な神事で、我が国でも他に類をみない伝統的和船の祭礼(船渡御祭)として全国に知られる。大阪天満宮の天神祭、安芸厳島神社の管絃祭とともに瀬戸内海三大船祭りの1つに数えられる。

#### 進行
祭礼第1日目の宵宮は、河勝の墓とされる生島の古墳の前で墓前祭が行われる。その後、歌船が御船歌を奏しながら浦々を巡り（磯洗い）、獅子組の青年と子供たちによる獅子舞が町内を巡る。
2日目の本宮（神幸式）は、午前中から獅子舞の里中奉舞が前日より続く中、海上では櫂伝馬船による漕比べ（花回り）が磯を巡る。正午過ぎに行われる御分霊御遷祭の後、猿田彦・神楽獅子の先祓いを先頭に頭人番五町による宮出し行列が神社から浜までを下る。浜辺で櫂伝馬船の青年たちによる勇壮な橋板バタ掛けが行われた後、御神体が神輿船に乗船し、一番・二番の櫂伝馬、三番の獅子船、四番から八番までの頭人船、九番の楽船、十番の御神輿船、十一番の警護船、十二番の歌船からなる和船12隻が船行列を組む。そして獅子舞や御船歌、雅楽が奏でられる中、御旅所のある生島までを海上の大名行列のごとく華麗に往復する（海上船渡御）。御旅所での神事の終わる夕刻、十数基の篝火が浜で一斉に焚かれる中を高張提灯を灯した船団が再び神社に還幸し、宮入鎮座祭を行ない一連の祭事が終了する。

#### 文化財指定
坂越の船祭りで使用される和船（兵庫県指定有形民俗文化財）は伝統的造船技法により忠実に造られている。祭礼はそれらの技術工芸と共に、儀礼・儀式での御歌、雅楽、船壇尻船の舞台での演芸や壇尻囃子など雅やかな伝統芸能の要素が数多く含まれている。また、船渡御の船団は現在でも二艘の櫂伝馬船の人力のみで曳航、還幸は篝火と提灯の幻想的な明かりの中行われるなど、古来からの伝承のままを踏襲している。平成4年（1992年）、文化庁により記録作成等の措置を講ずべき無形の民俗文化財（選択無形民俗文化財）に選択され、平成24年（2012年）3月8日に、国の重要無形民俗文化財に指定された。兵庫県下では7件目、西播磨地域では初の指定であった。
同年11月3日、国の重要無形民俗文化財指定を奉祝し、船壇尻船の海上公演が64年振りに復活した。

## 文化財

### 重要無形民俗文化財（国指定）
- 坂越の船祭 - 平成4年2月25日、記録作成等の措置を講ずべき無形の民俗文化財に選択[4]。平成24年3月8日、重要無形民俗文化財に指定[5]。

### 国の天然記念物
- 生島樹林 - 大正13年12月9日。

### 日本遺産
荒波を越えた男たちの夢が紡いだ異空間 〜北前船寄港地・船主集落〜 - 2018年4月28日　文化庁指定。
- 生島
- 坂越の船祭り
- 大避神社奉納物

### 兵庫県指定文化財
- 有形民俗文化財
  - 坂越船祭り祭礼用和船 6隻 - 昭和60年3月26日指定。
    - 漕船（櫂伝馬・端船・橋船） 2隻
    - 楽船 1隻
    - 御座船（神輿船） 1隻
    - 警護船（議員船） 1隻
    - 歌船 1隻
- 史跡
  - みかんのへた山古墳 - 昭和50年3月18日指定。

### 赤穂市指定文化財
- 前句集額（歴史資料） - 平成14年3月29日指定。

## 大避神社に関する事象

### メディア情報
2013年8月9日-12日、NMB48の8枚目のシングル「カモネギックス」の特典映像ドラマ 『ほしにねがうこと』 の設定舞台を全編赤穂市内として撮影収録され、大避神社でもロケ撮影が実施された。

## 現地情報
所在地
- 兵庫県赤穂市坂越1297番地

交通アクセス
- 最寄駅：JR西日本赤穂線 坂越駅 （徒歩25分）

周辺情報
- 坂越 （都市景観100選）
  - 坂越まち並み館、旧坂越浦会所、奥藤酒造郷土館、大避神社、妙見寺、妙道寺、児島高徳朝臣の墓、坂越浦城跡、茶臼山城跡、船岡園、黒崎墓所（兵庫県指定史跡）みかんのへた山古墳（兵庫県指定史跡）、海の駅しおさい市場、千種川（名水百選）
- 生島 （国の天然記念物、瀬戸内海国立公園）
  - 秦河勝の墓
- 御崎 （瀬戸内海国立公園）